# Liste der Stolpersteine in Lichtenfels (Oberfranken)

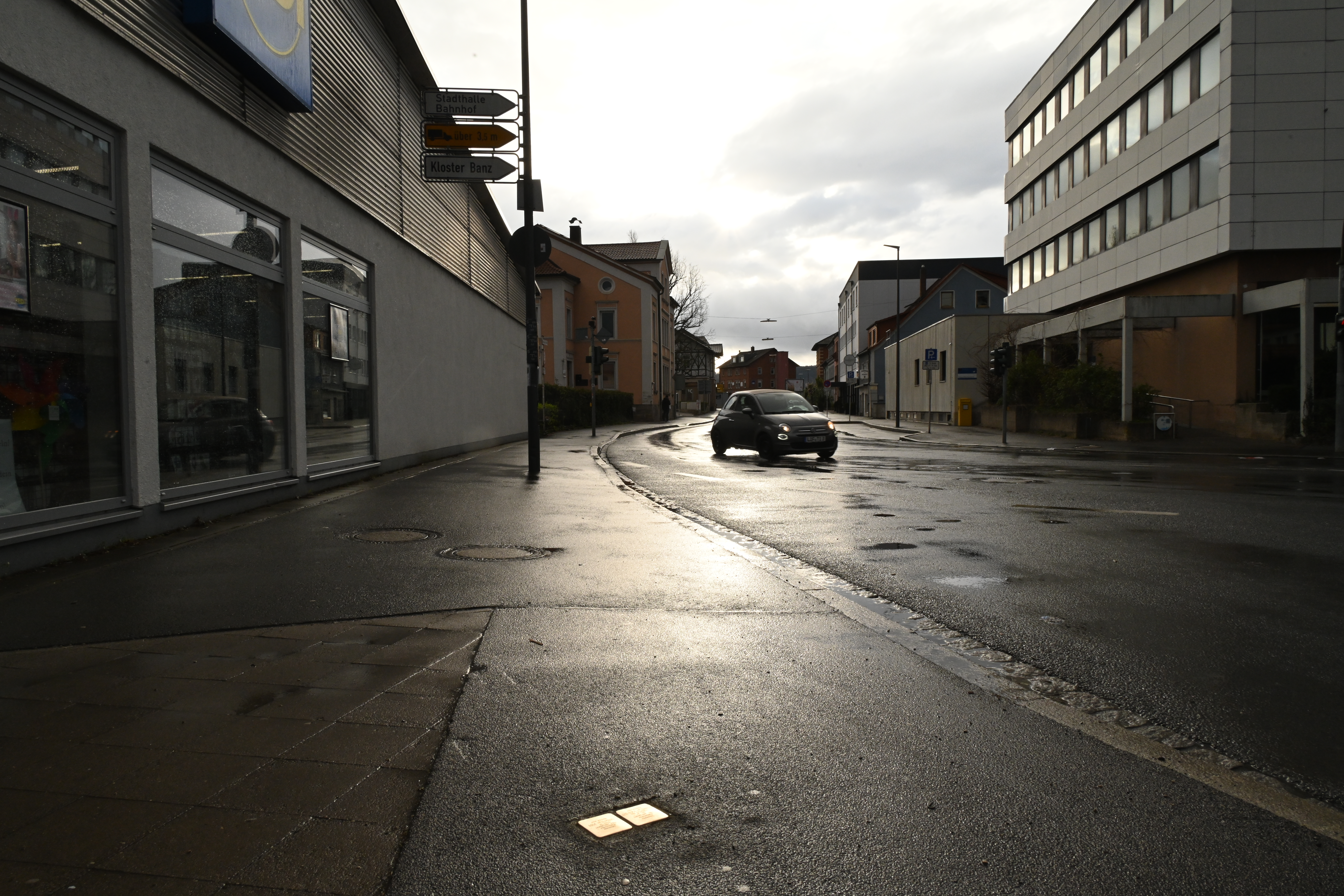
Stolpersteine in der Bamberger Straße

Die Liste der Stolpersteine in Lichtenfels (Oberfranken) enthält Stolpersteine, die im Rahmen des gleichnamigen Kunst-Projekts von Gunter Demnig in Lichtenfels (Oberfranken) verlegt wurden. Mit ihnen soll Opfern des Nationalsozialismus gedacht werden, die in Lichtenfels lebten und wirkten. Seit 2018 wurden insgesamt 31 Stolpersteine verlegt. Verlegungen fanden am 9. November 2018 und am 24. August 2023 statt.

## Verlegte Stolpersteine
| Stolperstein | Inschrift | Verlegeort                   | Name, Leben |
| ------------ | --- | ---------------------------- | --- |
|              | HIER WOHNTE HENRIETTE BAMBERGER GEB. WOLFF JG. 1891 FLUCHT 1938 USA                                                                     | Kronacher Straße 2           | Henriette Bamberger, geb. Wolff (1891-) |
|              | HIER WOHNTE OTTO BAMBERGER JG. 1865 ´SCHUTZHAFT´ 1933 FRANKFURT / MAIN SCHWER MISSHANDELT TOT AN DEN FOLGEN 20.9.1933 BADEN - BADEN     | Kronacher Straße 2           | Otto Bamberger (1865–1933) |
|              | HIER WOHNTE ARTHUR GOLDMEIER JG. 1879 FLUCHT 1939 FRANKREICH 1940 USA                                                                   | Bamberger Straße 33 ⊙        | Arthur Goldmeier wurde am 17. April 1879 in Memmelsdorf geboren. Er war der Zwillingsbruder von Manfred und seit 1907 mit Bertha Goldmeier verheiratet. 1940 gelang ihnen die Flucht in die USA, wo sie sich anfangs bei Vineland in New Jersey niederließen. Nach dem Tod seiner Frau Bertha heiratete er 1948 neu. Er starb am 20. Juni 1965 in Conklin. |
|              | HIER WOHNTE BERTA GOLDMEIER GEB. STERN JG. 1877 FLUCHT 1939 FRANKREICH 1940 USA                                                         | Bamberger Straße 33 ⊙        | Berta Goldmeier geb. Stern wurde am 3. September 1877 geboren. Seit 1907 war sie mit Arthur Goldmeier verheiratet. Sie starb am 12. Juli 1948 in Conklin. |
|              | HIER WOHNTE HELENE GOLDMEIER JG. 1878 FLUCHT 1939 FRANKREICH 1940 USA                                                                   | Bamberger Straße 33 ⊙        | Helene Goldmeier geb. Kaufmann wurde am 12. September 1878 geboren. Sie war mit Manfred Goldmeier verheiratet und hatte eine Tochter, Florett verh. Nass. Im Mai 1940 gelang ihnen die Flucht in die USA. Sie starb am 13. Mai 1945. |
|              | HIER WOHNTE MANFRED GOLDMEIER JG. 1879 FLUCHT 1939 FRANKREICH 1940 USA                                                                  | Bamberger Straße 33 ⊙        | Manfred Goldmeier wurde am 17. April 1879 in Memmelsdorf geboren. Er war der Zwillingsbruder von Arthur. Seit 1904 war er mit Helene Goldmeier verheiratet. Im Mai 1940 gelang ihnen die Flucht in die USA, wo sie sich bei Binghamton niederließen. Er starb am 9. September 1953 in Conklin. |
|              | HIER WOHNTE KATHINKA HELLMANN GEB. ERLANGER JG. 1893 DEPORTIERT 1942 KRASNYSTAW ERMORDET                                                | Bamberger Straße 25 ⊙        | Kathinka Hellmann geb. Erlanger wurde am 6. März 1893 in Fischbach geboren und war wohnhaft in Leipzig und Lichtenfels. Sie wurde am 25. April 1942 von Würzburg nach Krasnystaw deportiert. |
|              | HIER WOHNTE MAX HELLMANN JG. 1889 DEPORTIERT 1942 KRASNYSTAW ERMORDET                                                                   | Bamberger Straße 25 ⊙        | Max Hellmann wurde am 24. November 1889 in Altenkunstadt geboren und war wohnhaft in Leipzig und Lichtenfels. Er wurde am 25. April 1942 von Würzburg nach Krasnystaw deportiert |
|              | HIER WOHNTE JENNY KRAUS GEB. DANNENBAUM JG. 1879 Flucht 1939 Argentinien                                                                | Bamberger Straße 7 ⊙         | Jenny Kraus geb. Dannenbaum wurde am 19. August 1879 in Bastheim geboren. Seit 1903 war sie mit Samuel Kraus verheiratet und lebte in Lichtenfels. Nachdem ihr Mann im September 1938 gestorben war und die Kinder Deutschland verlassen hatten, flüchtete sie im April 1939 mit der Cap Arcona zu ihren Söhnen nach Argentinien. Sie starb am 3. Februar 1955 in Buenos Aires. |
|              | HIER WOHNTE JOSEF KRAUS JG. 1896 DEPORTIERT 1942 KRASNYSTAW ERMORDET                                                                    | Marktplatz 21 ⊙              | Josef Kraus wurde am 21. März 1896 als Sohn von Carl und Johanna Kraus in Lichtenfels geboren. Am 25. April 1942 wurde er ab Würzburg nach Krasnystaw deportiert. Er starb vermutlich im KZ Sobibor. |
|              | HIER WOHNTE KARL KRAUS JG. 1858 OPFER DES POGROMS DURCH DIE STADT GETRIEBEN TOT AN DEN FOLGEN 10.1.1940                                 | Marktplatz 21 ⊙              | Carl Kraus betrieb am Marktplatz 21 einen Textilhandel. Er war seit 1924 Mitglied des Stadtrates, Vorstand des Bayerischen Textileinzelhandelsverbandes und Vorsitzender der Israelitischen Kultusgemeinde. 1933 wurde er aus dem Stadtrat ausgeschlossen und während der Novemberpogrome wurde sein Geschäft geplündert. Er selbst wurde verhaftet und zur Synagoge getrieben. 1939 musste er sein Haus zwangsverkaufen. Im Januar 1940 starb er und wurde auf dem jüdischen Friedhof in Lichtenfels beigesetzt.                                                                                    |
|              | HIER WOHNTE ALFRED MARX JG. 1903 FLUCHT 1939 ENGLAND 1940 USA                                                                           | Bamberger Straße 19 ⊙        | Alfred Marx wurde am 8. Mai 1903 in Oberlangenstadt geboren. Er flüchtete mit der Familie 1939 nach England und von dort 1940 mit dem Schiff SS Volendam weiter in die USA, wo er am 7. April 1940 ankam. Marx starb am 11. Mai 1989 in New York City. |
|              | HIER WOHNTE ELLEN MARX GEB. BAMBERGER JG. 1904 FLUCHT 1939 ENGLAND 1940 USA                                                             | Bamberger Straße 19 ⊙        | Ellen Marx geb. Bamberger wurde am 7. Mai 1904 geboren. Sie war mit Alfred Marx verheiratet. Ihr gelang über England die Flucht in die USA. Sie starb am 27. April 1993 in New York City. |
|              | HIER WOHNTE FRIEDA MARX GEB. OPPENHEIMER JG. 1908 FLUCHT 1939 ENGLAND 1940 USA                                                          | Bamberger Straße 19 ⊙        | Frieda Marx geb. Oppenheimer wurde am 4. Mai 1908 in Königshofen geboren. Sie war mit Sigmund Marx verheiratet. Ihr gelang über England die Flucht in die USA. |
|              | HIER WOHNTE JOHANNA MARX GEB. MARX JG. 1878 FLUCHT 1939 ENGLAND 1940 USA                                                                | Bamberger Straße 19 ⊙        | Johanna Marx war die Mutter von Alfred und Siegmund Marx. Ihr gelang mit ihren Söhnen die Flucht über England in die USA. |
|              | HIER WOHNTE SIGMUND MARX JG. 1899 FLUCHT 1939 ENGLAND 1940 USA                                                                          | Bamberger Straße 19 ⊙        | Sigmund Marx wurde am 19. März 1899 in Oberlangenstadt geboren. Er war mit Frieda Marx geb. Oppenheimer verheiratet. Ihm gelang über England die Flucht in die USA, wo er am 23. Januar 1980 verstarb. |
|              | HIER WOHNTE FLORETT NASS GEB. GOLDMEIER JG. 1906 FLUCHT 1938 USA                                                                        | Bamberger Straße 4 ⊙         | Florett Nass wurde am 4. Mai 1906 als Tochter von Manfred und Helene Goldmeider geboren. Sie war seit 1929 mit Max Nass verheiratet und hatte seit 1932 einen Sohn. Anfang November 1938 flüchtete die Familie in die USA und lebte bei Binghamton. Sie starb am 4. September 1991. |
|              | HIER WOHNTE MAX NASS JG. 1905 FLUCHT 1938 USA                                                                                           | Bamberger Straße 4 ⊙         | Max Nass wurde am 16. Februar 1905 geboren. Ihm gelang mit seiner Frau und dem Sohn 1938 die Flucht in die USA. Max Nass starb am 2. Juli 1977 bei Binghamton in den USA. |
|              | HIER WOHNTE ALFRED OPPENHEIMER JG. 1903 DEPORTIERT 1942 KRASNYSTAW ERMORDET                                                             | Innere Bamberger Straße 14 ⊙ | Alfred Oppenheimer wurde am 23. Januar 1903 in Königshofen geboren und war wohnhaft in Lichtenfels. In der Inneren Bamberger Straße 14 betrieb Alfred Oppenheimer ein Textilgeschäft, das er von seinem Vater übernommen hatte. (heute Mode Deuerling) Alfred Oppenheimer wurde mit seiner Mutter und seiner Frau verhaftet, bevor sie in die USA flüchten konnten. Sie hatten im Mai 1939 versucht, Wertsachen für die geplante Auswanderung beiseite zu schaffen. Wegen Devisenvergehens wurden sie zu Haftstrafen verurteilt. Er wurde am 25. April 1942 von Würzburg nach Krasnystaw deportiert. |
|              | HIER WOHNTE ANNI OPPENHEIMER GEB. KRÄMER JG. 1908 DEPORTIERT 1942 KRASNYSTAW ERMORDET                                                   | Innere Bamberger Straße 14 ⊙ | Anni Oppenheimer geb. Krämer wurde am 21. September 1908 in Ichenhausen geboren und war wohnhaft in Lichtenfels. Sie wurde am 25. April 1942 von Würzburg nach Krasnystaw deportiert. |
|              | HIER WOHNTE BETTY OPPENHEIMER GEB. MALZER JG. 1877 DEPORTIERT 1942 KRASNYSTAW ERMORDET                                                  | Innere Bamberger Straße 14 ⊙ | Betty Oppenheimer geb. Malzer wurde am 19. Februar 1877 in Sulzdorf geboren und war wohnhaft in Lichtenfels. Sie wurde am 25. April 1942 von Würzburg nach Krasnystaw deportiert. |
|              | HIER WOHNTE EMILIE PAUSON GEB. ZIEGLER JG. 1901 FLUCHT 1938 ENGLAND                                                                     | Bahnhofstraße 14             | Emilie Pauson, geb. Ziegler (1901-) |
|              | HIER WOHNTE MARGIT PAUSON JG. 1928 FLUCHT 1938 ENGLAND                                                                                  | Bahnhofstraße 14             | Margit Pauson (1928-) |
|              | HIER WOHNTE ROBERT PAUSON JG. 1897 FLUCHT 1938 ENGLAND                                                                                  | Bahnhofstraße 14             | Robert Pauson (1897-) |
|              | HIER WOHNTE ROSA PAUSON GEB. FECHHEIMER JG. 1884 FLUCHT 1939 ENGLAND                                                                    | Bahnhofstraße 14             | Rosa Pauson, geb Fechheimer (1884-) |
|              | HIER WOHNTE ARNOLD SELIGER JG. 1877 UNFREIWILLIG VERZOGEN 1939 LEIPZIG GEDEMÜTIGT/ENTRECHTET TOT 8.5.1941                               | Judengasse 14 ⊙              | Arnold Seliger war Lehrer in Lichtenfels. Er musste nach dem Tod seiner Frau Sofie nach Leipzig ziehen, wo er im Mai 1941 in einem jüdischen Krankenhaus verstarb. |
|              | HIER WOHNTE SOFIE SELIGER GEB. GUTMANN JG. 1881 OPFER DES POGROMS MISSHANDELT LEICHE IM MAIN GEFUNDEN 3.12.1938 TODESUMSTÄNDE UNGEKLÄRT | Judengasse 14 ⊙              | Sofie Seliger geb. Gutmann wurde am 1. Juni 1881 geboren. Sie war mit Arnold Seliger verheiratet. Während der Novemberpogrome wurde sie schwer misshandelt und galt anschließend als vermisst. Am 3. Dezember 1938 wurde ihre Leiche im Main bei Reundorf gefunden. |
|              | HIER WOHNTE BERTA ZINN GEB. STEINHÄUSER JG. 1904 FLUCHT 1939 USA                                                                        | Bahnhofstraße 5 ⊙            | Berta Zinn geb. Steinhäuser wurde am 9. März 1904 in Bayreuth geboren. Sie war mit Stefan Zinn verheiratet und hatte eine Tochter, die 1930 geboren worden war. Der Familie gelang im April 1939 mit der Nieuw Amsterdam die Flucht über England in die USA. Sie starb am 16. Januar 1997 in New Jersey. |
|              | HIER WOHNTE PAUL ZINN JG. 1887 OPFER DES POGROMS FLUCHT IN DEN TOD MIT GIFT TOT 23.11.1938 KRANKENHAUS HOCHSTADT                        | Bahnhofstraße 5 ⊙            | Paul Zinn wurde 1887 als Sohn von Sigmund Zinn geboren. Während der Novemberpogrome 1938 wurde er verhaftet. Daraufhin vergiftete er sich mit einem Desinfektionsmittel und starb zwei Wochen danach im Krankenhaus Hochstadt. |
|              | HIER WOHNTE SIGMUND ZINN JG. 1857 UNFREIWILLIG VERZOGEN 1938 WÜRZBURG TODESDATUM UNBEKANNT                                              | Bahnhofstraße 5 ⊙            | Sigmund Zinn war der Vater von Paul und Stefan Zinn. |
|              | HIER WOHNTE STEFAN ZINN JG. 1890 FLUCHT 1939 USA                                                                                        | Bahnhofstraße 5 ⊙            | Stefan Zinn wurde am 23. September 1890 in Lichtenfels geboren. Er war mit Berta Zinn verheiratet und konnte mit ihr und seiner Tochter 1939 über England in die USA flüchten. Er starb im Juni 1974 in New Jersey. |